# 大久保忠隣
大久保忠隣（日语：／ Ōkubo Tadachika，1553年—1628年7月28日）是日本戰國時代至江戶時代初期的武將、譜代大名。相模國小田原藩初代藩主。父親是大久保忠世。母親是近藤幸正的女兒。小田原藩大久保家初代。

## 生平

### 出生
在天文22年（1553年）於三河國額田郡上和田（現今愛知縣岡崎市）出生，家中長男。父親忠世是松平氏（德川氏）重臣。

### 昇位重臣
在永祿6年（1563年）開始仕於德川家康。初陣是永祿11年（1568年）進攻遠江國堀川城的戰鬥，得到敵將首級而立下武功。以家康家臣的身份，參與鎮壓永祿7年（1564年）的三河一向一揆、元龜元年（1570年）的姉川之戰、元龜3年（1572年）的三方原之戰、天正12年（1584年）的小牧長久手之戰、天正18年（1590年）的小田原征伐等。其中，在三方原合戰時，於德川軍潰走之際，因為始終守在家康身旁，忠節受家康讚賞，於是列入奉行職（根據《寬政重修諸家譜》記載，奉行職是類似後來的老中的役職，可見，在年輕時期開始就處於德川家中樞要的地位。在德川政權的開始抬頭的時期，雖然老中制度還未確立，忠隣與政敵本多正信同樣，可視之為「初代老中」）。
天正10年（1582年），在本能寺之變後，於家康穿越伊賀國時同行，並在平定甲斐國、信濃國後，經營領國。此時，大久保長安亦受到提拔，因為長安在忠隣之下發揮幹練的才能，於是向長安賜予大久保姓（此前姓土屋氏）。
天正14年（1586年），在家康上洛後，敘任從五位下治部少輔，並受下賜豐臣氏。
在家康移封關東地方後，拜領武藏國羽生2萬石。文祿2年（1593年），成為家康的嫡男秀忠的付家老。文祿3年（1594年），在父親忠世死去後，繼任家督和遺領相模國小田原6萬5千石（後來成為初代藩主）。慶長5年（1600年），在關原之戰時，跟隨率領東軍主力的秀忠，向中山道進軍，不過在途中，因為主張攻撃在信濃國上田城籠城的西軍武將真田昌幸，與本多正信等人對立（上田合戰）。
慶長6年（1601年），本來受加增為上野國高崎藩13萬石，不過固辭。慶長15年（1610年），就任老中，成為第2代將軍秀忠政權的有力者。

### 改易
慶長16年（1611年）10月10日，在嫡男忠常因病死去後，權勢開始低落。擅自前往小田原弔問的使者受到閉門處分（《慶長見聞錄案紙》）。因為嫡男死去而意志消沈，此後在政務會議上缺席，令家康感到不快（《續本朝通鑑》）。此外，在忠常死去後，秀忠為忠隣舉行在齋戒後恢復肉食的宴會，不過對此拒絕，令其他老中不滿（《石川正西聞見集》）。
慶長18年（1613年）1月8日，山口重政在沒有幕府許可的情況下，令兒子重信迎娶忠隣的養女，於是被改易。在這次事件中，根據忠隣的主張，以前養女的實祖父石川家成在關於婚姻的事上已經得到許可，因此不需要其他許可。同月15日，在得知幕府的決定後，甚為憤怒，翌日，與兒子一同前往江戶城出仕（《當代記》）。同年4月，與力大久保長安死去，受到其不正蓄財所牽連，長安的兒子被命令切腹（大久保長安事件）。
12月，從江戶返回駿府的家康在6日，到達相模國中原，逗留數日後，於13日突然返回江戶。關於折返的理由，根據《駿府記》記載，是為了翌年在東金舉行鷹狩；另一方面，根據《當代記》記載，在前日，土井利勝作為秀忠的使者，從江戶前來，舊穴山眾的浪人馬場八左衛門訴說忠隣企圖謀反；而《石川正西聞見集》中記載，則是因為秀忠數度派出使者；《駿府記》亦記載，在7日，板倉重宗以使者的身份前來。

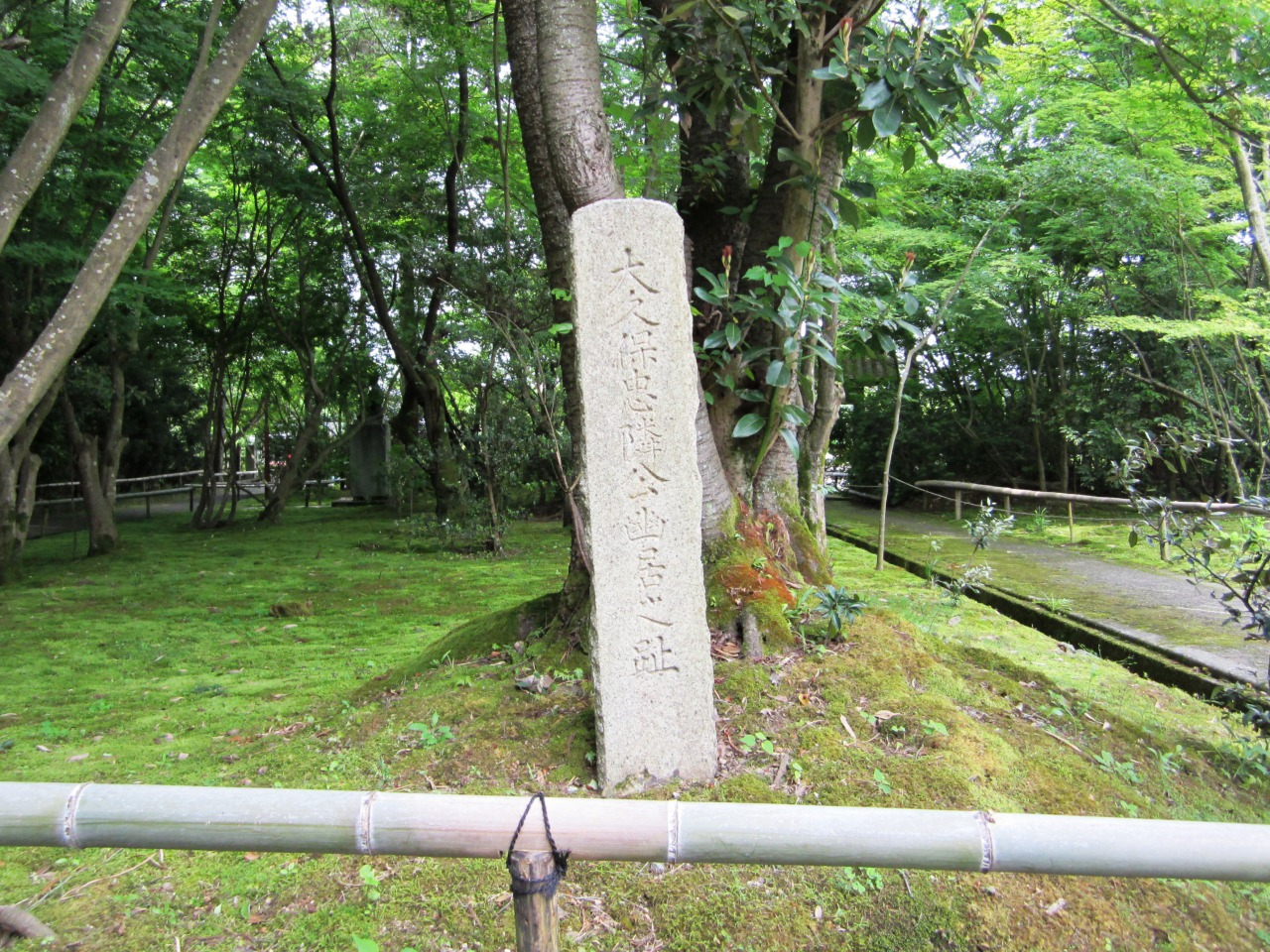
滋賀縣彦根市龍潭寺境內的大久保忠隣幽居之跡

12月19日，受幕府命令執行禁教令，於是前往京都。翌年（1614年）1月18日，開始破壞伴天連寺（教堂）、強制基督徒改宗、流放拒絕改宗者。翌日，突然收到被改易的通知。居城小田原城被拆除至剩下本丸，2月2日，在前年因為無嗣而斷絕的大久保忠佐的居城三枚橋城亦被破棄。此後，被流放到近江國，並被井伊直孝軟禁。此時，被賜予栗太郡中村鄉5千石知行地。3月1日，通過天海向家康送出辯解書，家康見後亦沒有特別反應。3月15日，堀利重遭到牽連而被改易。
此後，出家並自號溪庵道白。在寬永5年（1628年）6月27日死去。享年75歲。最終亦沒有得到將軍家的饒恕。

## 改易的理由
關於改易的理由，根據《駿府記》的記載，是因為上述的擅自建立婚姻關係；《當代記》則再加上馬場的訴狀，不過以馬場的訴說全為虛言。而在《駿府記》中記載，2月1日，土井利勝與家康會面時，報告因為有許多人與忠隣親近而令秀忠不滿，對此，2月14日，在向江戶的幕閣請求提出的起請文中，有禁斷忠隣和其子音信的一項。在起請文中，亦有跟隨家康和秀忠、要公平裁判、在政務上要互相了解、關於家康和秀忠的發言，在沒有得到當事人許可的情況下，不可泄漏予其他人知道等（《慶長年祿》、《家忠日記增補》、《御當家令狀》）。
另外，亦有本多正信、正純父子為了排除政敵忠隣而策謀的見解，此說在江戶時代已經出現。正純在岡本大八事件中，因為部下亦有參與而令自身的政治地位動搖，於是要排斥忠隣以加強勢力。而《德川實紀》亦認為這是本多父子的陰謀。不過，當時的史料並無提及此說，只有細川忠興在書狀中提及因為忠隣的改易，正信的權勢比以前加強十倍（《細川家記》）。正信向被流放的忠隣送出在小田原的忠隣的母親和夫人無事的書狀。而大久保忠教亦因為正信對忠隣有恩，而認為兩者的爭鬥是捏造之事（《三河物語》）。另有一說指，為了掃清豐臣政權的家康，與西國大名親近，於是疏遠提倡和平論的忠隣。
因為忠隣累積很大武功，大久保家的家督被允許由嫡孫忠職繼承，因為其養子，忠職的從弟忠朝時期，成功返歸為小田原藩藩主。而被牽連的次男石川忠總亦被允許復歸，並因為在大坂之陣中立下戰功，最終成為近江國膳所藩藩主，子孫成為伊勢龜山藩藩主。

## 人物、逸話
- 被告知改易消息的日期是慶長19年（1614年）1月19日，忠隣在此時於京都的藤堂高虎屋敷中指導將棋，得知家康的上使京都所司代板倉勝重突然出現時，已經完全明白，並告之「在成為流人之身時，連將棋都不能享受。想請你等待到此局終結為止」（流人の身になっては将棋も楽しめぬ。この一局が終わるまでお待ちいただきたい），勝重接受。

- 得知忠隣被改易後，京都的市民大慌，「洛中洛外，陷入混亂、連京童亦聽聞忠隣蒙罪，發生如此突然的事，把資財雜具等運至諸地，出現超乎想像的騷動」（洛中洛外、物騒がしかりしに、京童ども、忠隣罪蒙ると聞きて、すはや事の起こるぞとて資財雑具等ここかしこに持ち運び、以ての外に騒動す）。（《藩翰譜》）

- 井伊直孝在家康死後，打算向將軍秀忠請求平反忠隣的冤罪時，秀忠以忠隣對家康不忠為由，對此拒絕。

- 在關原之戰後，家康召集重臣，並商議關於後繼者的問題時，在秀忠的哥哥結城秀康和弟弟松平忠吉都被推舉後，忠隣則推薦秀忠。（《台德院殿御實記》）

- 在秀次事件時，豐臣秀次計畫以秀忠為人質，請家康為其仲介。不過忠隣兩次巧妙地令秀次送出的使者返回，期間令秀忠前往伏見的屋敷避難。（《藩翰譜》）

- 受好茶之湯，致力於數寄屋和植物方面的功夫，以用於接待上方大名。亦向使者奉茶和提供馬匹。因此，從奧州購入大量馬匹，置於江戶和小田原。本多正信對這些行為作出異議，並助言應提出從小田原轉封，不過忠隣則回答自身拜領小田原是理所當然，這次發言引起問題。（《石川正西聞見集》）

## 外部連結
- 武家家伝＿大久保氏 （页面存档备份，存于）